# Grégor et ses Grégoriens
Grégor et ses Grégoriens war ein französisches Orchester der späten 1920er- und frühen 1930er-Jahre.
Das Orchester Grégor et ses Grégoriens wurde von  Krikor (genannt Gregor) Kelekian, einem aus Armenien stammenden Sänger und Tanzer geleitet. 
Das Orchester trat als Tanzorchester in Music Halls auf und spielte zwischen 1929 und 1933 für die Label Æolian, Columbia, Edison und Ultraphone eine Reihe von Schellackplatten ein, wie Doin’ the Raccoon, Je chante sous la pluie, Makin’ Whoopee, Sonny Boy, Sweet Sue, Just You, There’s a Rainbow ’Round My Shoulder und Whispering. Musikalisch orientierten sich die Grégoriens am orchestralen, vom Jazz beeinflussten Stil der Bands von Paul Whiteman und Jack Hylton.
1930 entstand unter der Regie von Roger Lion ein Musikfilm. 1930 tourte Kelekian mit seiner Band durch Südamerika; in Argentinien nahmen die Grégoriens 1931 vier Lieder mit dem Sänger Carlos Gardel auf.  Der Band gehörten im Laufe ihres Bestehens u. a. Pierre Allier, Roger Allier, Léo Arnaud, Philippe Brun, Georges Samuel, Gaston Lapeyronnie, Vladimir Veintroub, André Ekyan, Roger Fisbach, Charles Lisee, Alix Combelle, Guy Paquinet, Michel Warlop und Stéphane Grappelli an, letzterer auch als Pianist.